# Ye Zhaoying
Ye Zhaoying, född 7 maj 1974, är en kinesisk idrottare som tog brons i badminton vid olympiska sommarspelen 2000.